# Konstantin Bachor
Konstantin Bachor (* 17. November 1984) ist ein ehemaliger deutscher Triathlet.

## Werdegang
Konstantin Bachor wuchs in Danndorf auf.
Er trainierte bei der Sportfördergruppe der Polizei Niedersachsen, startete für den VfL Wolfsburg und war seit Oktober 2007 im Deutschen Langdistanz-Bundeskader.
Im Mai 2011 wurde er Zweiter im Ironman Lanzarote und bei der Challenge Barcelona-Maresme landete er auf der Langstrecke im Oktober 2013 auf dem dritten Rang, nachdem er hier bis zur Laufdistanz noch lange Zeit in Führung gelegen hatte.
Im August 2014 wurde er Triathlon-Europameister auf der olympischen Distanz bei den in Bremen ausgetragenen Polizeimeisterschaften. Zehn Tage später gewann er auf der Mitteldistanz den ICAN Triathlon in Nordhausen.
Im Juli 2019 erklärte der damals 34-Jährige seine aktive Zeit für beendet. Er ist Polizeikommissar und lebt mit seiner Frau  in Wolfsburg.

## Sportliche Erfolge
| Jahr          | Rang | Wettbewerb                                           | Austragungsort  | Zeit     | Bemerkung |
| ------------- | ---- | ---------------------------------------------------- | --------------- | -------- | --- |
| 20. Okt. 2018 | 8    | Challenge Peguera-Mallorca                           | Peguera         | 04:07:54 | |
| 20. Aug. 2018 | 1    | ICAN Triathlon                                       | Nordhausen      | 03:54:07 | Sieger auf der Mitteldistanz |
| 10. Aug. 2014 | 1    | USPE Europäische Polizeimeisterschaften im Triathlon | Bremen          | 01:52:28 | Sieger auf der olympischen Distanz (1,5 km Schwimmen, 40 km Radfahren und 10 km Laufen)                                                                                      |
| 22. März 2014 | 1    | Lighthouse Triathlon                                 | Fuerteventura   | 02:05:46 | |
| 23. Juni 2013 | 2    | Challenge Aarhus                                     | Aarhus          | 04:05:26 | Zweiter auf der Halbdistanz |
| 12. Mai 2013  | 1    | Tri Pfalz                                            | Kaiserslautern  | 04:05:27 | Sieger auf der Mitteldistanz – neben Celia Kuch bei den Frauen |
| 13. Apr. 2013 | 3    | Challenge Fuerteventura                              | Fuerteventura   | 04:08:14 | auf der Halbdistanz |
| 10. Nov. 2012 | 7    | Ironman 70.3 Lanzarote                               | Lanzarote       | 04:16:07 | |
| 10. Juni 2012 | 7    | Challenge Kraichgau                                  | Kraichgau       | 03:56:28 | Europameisterschaft Mitteldistanz |
| 15. Aug. 2010 | 4    | USPE Europäische Polizeimeisterschaften im Triathlon | Kitzbühel       | 01:53:06 | Bachor wird Vierter im Rahmen der parallel zur WM ausgetragenen Polizei-Europameisterschaft auf der olympischen Distanz (1,5 km Schwimmen, 40 km Radfahren und 10 km Laufen) |
| 13. Juni 2010 | 1    | Bonn-Triathlon                                       | Bonn            | 02:49:36 | 3,8 km Schwimmen, 60 km Radfahren und 15 km Laufen |
| 16. Aug. 2009 | 7    | Ironman 70.3 Germany                                 | Wiesbaden       |          | |
| 18. Jan. 2009 | 3    | Ironman 70.3 South Africa                            | East London     | 04:04:50 | hinter dem Sieger Raynard Tissink und dem Briten Fraser Cartmell |
| 6. Juni 2009  | 1    | IronTown Triathlon Ferropolis                        | Gräfenhainichen | 03:51:18 | Sieg vor Olaf Sabatschus (1,9 km Schwimmen, 90 km Radfahren und 21,1 km Laufen)                                                                                              |
| 13. Jan. 2008 | 4    | Ironman 70.3 South Africa                            | East London     | 04:13:37 | [ 13 ] |
| 1. Juni 2008  | 2    | Ironman 70.3 Switzerland                             | Rapperswil-Jona |          | Zweiter hinter dem Schweizer Ronnie Schildknecht |
| 19. Aug. 2007 | 5    | Ironman 70.3 Germany                                 | Wiesbaden       |          | |
| 3. Juni 2007  | 5    | Ironman 70.3 Switzerland                             | Rapperswil-Jona |          | |
| 2007          | 2    | Bonn-Triathlon                                       | Bonn            |          | |
| 2006          | 3    | Bonn-Triathlon                                       | Bonn            |          | 3,8 km Schwimmen, 60 km Radfahren und 15 km Laufen |

| Jahr          | Rang | Wettbewerb                                       | Austragungsort    | Zeit     | Bemerkung                                                           |
| ------------- | ---- | ------------------------------------------------ | ----------------- | -------- | ------------------------------------------------------------------- |
| 2. Dez. 2018  | 11   | Ironman Western Australia                        | Busselton         | 08:59:36 | Neunter bei den Profis                                              |
| 3. Dez. 2017  | 6    | Ironman Western Australia                        | Busselton         | 07:39:41 | verkürzter Kurs ohne Schwimmen als Duathlon                         |
| 15. Okt. 2017 | 22   | Ironman Louisville                               | Louisville        | 09:01:57 | 18 Rang bei den Profi-Athleten                                      |
| 4. Dez. 2016  | 8    | Ironman Western Australia                        | Busselton         | 08:19:50 |                                                                     |
| 23. Mai 2015  | DNF  | Ironman Lanzarote                                | Puerto del Carmen | –        | Rennabbruch auf der Radstrecke                                      |
| 5. Okt. 2014  | 3    | Ironman Barcelona                                | Calella           | 08:09:42 | persönliche Bestzeit auf der Ironman-Distanz bei der Erstaustragung |
| 7. Sep. 2014  | 4    | Ironman Wisconsin                                | Madison           | 08:38:42 |                                                                     |
| 6. Okt. 2013  | 3    | Challenge Barcelona-Maresme                      | Barcelona         | 08:13:27 |                                                                     |
| 14. Juli 2013 | 3    | DTU Deutsche Meisterschaft Triathlon Langdistanz | Roth              | 08:17:55 | hinter Timo Bracht als Sechster bei der Challenge Roth              |
| 8. Juli 2012  | 4    | Challenge Roth                                   | Roth              | 08:13:36 |                                                                     |
| 21. Mai 2011  | 2    | Ironman Lanzarote                                | Puerto del Carmen | 08:44:05 |                                                                     |
| 31. Juli 2010 | 5    | ITU Long Distance Triathlon World Championships  | Immenstadt        | 06:33:01 | Langdistanz-WM (4 km Schwimmen, 120 km Radfahren und 30 km Laufen)  |
| 13. Sep. 2009 | 4    | Ironman Wisconsin                                | Madison           | 08:53:31 |                                                                     |
| 13. Juli 2008 | 69   | Challenge Roth                                   | Roth              | 09:22:23 |                                                                     |

(DNF – Did Not Finish)